# 문병호
문병호(文炳浩, 1959년 12월 27일~)는 대한민국의 변호사이자 제17·19대 국회의원을 지낸 정치인이다.

## 생애
문병호는 1959년 전라남도 영암군에서 한약방을 운영하는 가정에서 태어났다.
1979년 서울대학교 법과대학에 입학하였다. 문병호는 군사정권하에서 학생운동 지하서클 활동을 하였다. 1981년 군부독재정권이 조작한 ‘반파쇼 학우 투쟁선언 사건’(무림사건)으로 체포됐고 강제징집 당했으나 이전 학생운동 과정에서 경찰과 대치하던 중에 심각한 허리부상을 당했다. 이로 인해 훈련소 신체검사에서 불합격 판정을 받았고 퇴소조치 되었다. 대학에 복학한 뒤, 문병호는 사법고시 준비를 시작했다. 문병호는 서울대학교 법대 대학원에 진학하여 1년 10개월 동안 법전과 씨름한 끝에 제28회 사법고시에 합격했다.
인권변호사가 되겠다는 결심을 실천하기 위해 1989년 노동자들이 법의 사각지대에 놓여있었던 인천 부평에 최초의 변호사 사무실을 개업했다. 개업 2개월 동안 시국사범 7건, 노동분쟁 10건을 무료 수임하면서 인권변론활동을 시작했다. 한국아파트 단지에서 오수관이 터져 오수가 난입하는 사건에서 시공회사를 상대로 변론을 맡아 아파트 주민에게 피해 보상을 해주는 등 시민의 편에서 권익을 보호하는 데 앞섰다. 또한 경동산업사건, 대우자동차 노조위원장 구속사건을 해결했다. 문병호 변호사는 사무실 내 무료상담소를 12년간 운영하면서 산재, 해고 등 수천 건의 사건을 해결했다. 이밖에 인천참여자치연대 공동대표와 ‘개혁과 희망의 지방자치를 위한 인천시민의 힘’ 집행위원장 등을 역임했다.‘부평미군부대 공원화추진시민협의회 집행위원장’으로서 미군부대 이전을 위한 시민운동을 주도했다.
제17·19대 국회의원을 지내고, 2016년 제20대 총선에서 자신의 지역구인 인천 부평갑에 출마하였지만, 새누리당 정유섭 후보에게 26표차로 뒤쳐저 낙선했다. 문병호는 4월 20일 선거무효소송과 당선무효소송을 제기하였고, 법원이 문병호 후보가 제기한 투표지 보전신청을 받아들였고, 1차 재검표결과 3표가 늘어나 23표로 줄었으며, 판정보류표가 26표가 나와 2차 재검표 할 예정이었으나, 최종적으로 낙선확정이 되었다.
2020년 제21대 국회의원 선거에서 미래통합당 영등포 갑 후보로 전략공천되었다. 하지만 38.28%의 득표율을 기록하면서 2위로 낙선했다.
제22대 국회의원 선거를 앞두고 개혁신당에 합류했다.

## 학력
- 광주학강국민학교 졸업
- 숭의중학교 졸업
- 광주인성고등학교 졸업
- 서울대학교 법과대학 사법학 학사
- 서울대학교 대학원 법학과 법학석사 수료

## 경력
- 1986년 제28회 사법시험 합격(사법연수원 18기)
- 1996년 ~ 1998년 민주사회를 위한 변호사 모임(민변) 사법위원장
- 1999년 옷로비사건 특별검사팀 수석수사관
- 2000년 인천여성노동자회 자문변호사
- 2000년 ~ 2003년 부평 미군부대공원화추진시민협의회 집행위원장
- 2002년 ~ 2004년 인천참여자치연대 공동대표
- 2004년 ~ 2008년 제17대 국회의원
- 2005년 ~ 2006년 열린우리당 원내부대표
- 2005년 ~ 2006년 열린우리당 제5정책조정위원장(보건복지, 환경·노동)
- 2006년 인천장애인체육회 회장
- 2007년 열린우리당 당의장 비서실장
- 2007년 ~ 2008년 통합민주당 제1정책조정위원장
- 2008년 민생쇄신모임(17대 국회의원 모임) 대표
- 2008년 ~ 2010년 민주당 인천시당 정책위원장
- 2009년 ~ 2010년 민주당 정책위원회 부위원장
- 2010년 ~ 2012년 민주통합당 인천시당위원장
- 법무법인 위민 대표변호사
- 인하대학교 법학전문대학원 겸임교수
- 제19대 국민의당 국회의원 국토해양위 미래창조과학방송통신위원회 정보위원회
- 바른미래당 부평구갑 지역위원장
- 바른미래당 인천광역시장 후보
- 2019년 5월 ~ 2019년 10월 바른미래당 최고위원
- ~ 2019년 10월 바른미래당 탈당
- 2020년 5월 미래통합당 서울시당 영등포구 갑 당협위원장
- 국민의힘 서울시당 영등포구 갑 당협위원장
- 2021년 8월 ~ 2024년 1월 : 국민의힘 서울시당 전략정책위원장단
- 2023년 9월 ~ 2024년 1월 : 국민의힘 서울특별시당 약자와의동행특별위원회 위원장
- ~ 2024년 1월 : 국민의힘 탈당
- 2024년 1월 : 개혁신당 창준위 합류
- 2024년 1월 ~ : 개혁신당 인천시당 위원장
- 2024년 1월 ~ : 개혁신당 국민통합위원장

## 전과
- 무고: 벌금 300만원 - 2005년 2월 17일 선고[2]

## 수상
- 2006년 국회입법 및 정책개발 우수의원
- 2006년 바른사회시민회의 선정 국정감사 우수의원
- 2007년 국정감사NGO 선정 국정감사 우수의원
- 2012년 국정감사NGO 선정 국정감사 우수의원
- 2013년 경실련 선정 국정감사 우수의원
- 2014년 경실련 선정 국정감사 우수의원
- 2015년 2015, 국제평화언론대상

## 역대 선거 결과
|  | 27.8% |

|  | 40.78% |

|  | 33.95% |

|  | 50.52% |

|  | 34.19% |

|  | 4.06% |

|  | 38.28% |

## 소속 정당
| 소속 정당 | 소속 정당        | 소속 기간 | 비고      |
| --------- | ---------------- | --------- | --------- |
|           | 무소속           | 1991~2004 | 정계 입문 |
|           | 열린우리당       | 2004~2007 | 입당      |
|           | 무소속           | 2007      | 탈당      |
|           | 중도개혁통합신당 | 2007      | 창당      |
|           | 중도통합민주당   | 2007      | 합당      |
|           | 민주당           | 2007      | 당명 변경 |
|           | 무소속           | 2007      | 탈당      |
|           | 대통합민주신당   | 2007~2008 | 창당      |
|           | 통합민주당       | 2008      | 합당      |
|           | 민주당           | 2008~2011 | 당명 변경 |
|           | 민주통합당       | 2011~2013 | 합당      |
|           | 민주당           | 2013~2014 | 당명 변경 |
|           | 새정치민주연합   | 2014~2015 | 합당      |
|           | 무소속           | 2015~2016 | 탈당      |
|           | 국민의당         | 2016~2018 | 창당      |
|           | 바른미래당       | 2018~2019 | 합당      |
|           | 무소속           | 2019~2020 | 탈당      |
|           | 미래통합당       | 2020      | 창당      |
|           | 국민의힘         | 2020~2024 | 당명 변경 |
|           | 무소속           | 2024      | 탈당      |
|           | 개혁신당         | 2024~2025 | 창당      |
|           | 무소속           | 2025~현재 | 탈당      |

## 같이 보기
- 부평구 갑
- 인천 부평구의 국회의원